# Starče (Czarnogóra)
Starče (cyr. Старче) – wieś w Czarnogórze, w gminie Kolašin. W 2011 roku liczyła 86 mieszkańców.